# Mistrzostwa Polski w piłce siatkowej mężczyzn (1946)
Mistrzostwa Polski w piłce siatkowej mężczyzn 1946 – 11. edycja rozgrywek o mistrzostwo Polski w piłce siatkowej mężczyzn. Rozgrywki miały formę turnieju rozgrywanego w Warszawie.

## Klasyfikacja końcowa
| Miejsce | Drużyna          |
| ------- | ---------------- |
| 1.      | Społem Warszawa  |
| 2.      | AZS Warszawa     |
| 3.      | Wisła Kraków     |
| 4.      | KS Lublinianka   |
| 5.      | AZS Łódź         |
| 6.      | Zjednoczeni Łódź |
| 7.      | Pomorzanin Toruń |
| 8.      | AZS Kraków       |